# Miguel Schweitzer Walters
Miguel Álex Dennis Schweitzer Walters (Santiago, 22 de julio de 1940-ibidem, 8 de mayo de 2021) fue un abogado, académico, político y diplomático chileno de origen judío. Se desempeñó como ministro de Relaciones Exteriores durante la dictadura militar del general Augusto Pinochet, entre febrero y diciembre de 1983. Previamente ejerció como embajador de Chile ante el Reino Unido, desde 1980 hasta 1983.

## Biografía
Hijo de Miguel Schweitzer Speisky y Cora Walters.
Estudió en la Facultad de Derecho de la Universidad de Chile y se tituló de abogado en 1964. Entre 1964 y 1965 realizó un Doctorado en Derecho Penal en la Facultad de Derecho de la Universidad de Roma. Además de recibir el Premio Montenegro al mejor alumno de su generación, obtuvo el premio al estudiante más destacado de Derecho Penal y de Medicina Legal otorgados por el Instituto de Ciencias Penales de Chile.
Posteriormente se integró como socio del estudio jurídico Schweitzer & Cía.
Fue profesor visitante en las universidades de Stanford, California y Pennsylvania, en Estados Unidos entre 1969 y 1970. Ha sido profesor en la Universidad de Chile, donde asumió la cátedra de Derecho Penal en 1968 y fue director del Departamento de Derecho Penal en 1974, y en la Universidad Finis Terrae, donde asumió como decano de la Facultad de Derecho en 2003. Fue delegado de la Comisión Chilena para la redacción del Código Penal Tipo para Latinoamérica entre 1970 y 1973.
En 1977 estuvo involucrado en el escándalo financiero de la Cooperativa La Familia, al serle incautado un libro (denominado «El Libro Rojo») en el que se llevaba registro de la contabilidad paralela de la institución, lo que permitió procesar a los ejecutivos por el delito de estafa.
Fue un alto funcionario de la dictadura militar de Augusto Pinochet. Se desempeñó como embajador de Chile en la Organización de las Naciones Unidas y en la Organización de Estados Americanos entre 1974 y 1980, y en el Reino Unido entre 1980 y 1983; en este último periodo estalló la Guerra de las Malvinas entre ese país y Argentina, en la que el gobierno de Pinochet respaldó a los británicos, entonces liderados por Margaret Thatcher.
Posteriormente fue ministro de Relaciones Exteriores de Pinochet, cargo que desempeñó entre el 14 de febrero y el 19 de diciembre de 1983.
También fue significativa su colaboración en el Consejo Chileno para las Relaciones Internacionales.
Hasta el momento de su fallecimiento tuvo la defensa jurídica de la Empresa El Mercurio S.A.P.
Falleció el 8 de mayo de 2021 producto de un infarto.